# NGC 1425
NGC 1425 (другие обозначения — ESO 419-4, MCG -5-9-23, UGCA 84, IRAS03401-3002, PGC 13602) — спиральная галактика (Sb) в созвездии Печь.
Этот объект входит в число перечисленных в оригинальной редакции «Нового общего каталога».
Галактика входит в Скопление Печи.
Галактика NGC 1425 входит в состав группы галактик NGC 1399. Помимо NGC 1425 в группу также входят ещё 41 галактика.
В галактике было обнаружено 29 цефеид с периодами от 16 до 63 дней.